# Port lotniczy Kumamoto
Port lotniczy Kumamoto (jap. 熊本空港 Kumamoto Kūkō) – międzynarodowy port lotniczy położony w Mashiki, w prefekturze Kumamoto na wyspie Kiusiu, w Japonii. 

## Linie lotnicze i połączenia

### Międzynarodowe
- Asiana Airlines - do Seulu

### Krajowe
- Japan Airlines - do Nagoi-Komaki, Port lotniczy Tokio-Haneda.
- JAL Express - do Nagoi-Centrair, do Ōsaki, Tokyo-Haneda.
- Skynet Asia Airways - do Tokio-Haneda
- All Nippon Airways - do Nagoi-Centrair, Okinawa, Osaka-Itami, Tokio-Haneda.
- Amakusa Airlines - do Amakusy, Matsuyamy

## Dojazd
Lotnisko ma wiele połączeń autobusowych z miastami w prefekturze Kumamoto.